# Codex purpureus Rossanensis
De Codex purpureus Rossanensis of het Rossano Evangelie (Gregory-Aland no. Σ of 042, von Soden ε 18) is een geïllustreerd unciaal handschrift van de evangeliën. Het werd geschreven in de zesde eeuw, na de herovering van het Italiaanse schiereiland door het Byzantijnse rijk.

## Beschrijving
Het woord purpureus verwijst naar de roodachtige schijn op de pagina’s. Het is een van de oudste nog bestaande met miniaturen geïllustreerde handschriften van het Nieuwe Testament. Dit manuscript bevat de tekst van de evangeliën volgens Matteüs en volgens Marcus. De gehele Codex Rossanensis bestaat uit 188 bladen (31 x 26 cm). De tekst is geschreven in twee kolommen van 20 regels per pagina. Het bevat voor elk evangelie een inhoudstafel met de κεφάλαια (hoofdstukken), τίτλοι of titeltjes bovenaan de pagina’s, het Epistula ad Carpianum, sectienummers van Ammonius, en de verwijzingen naar de Canons van Eusebius.
De Codex Rossanensis volgt over het algemeen het Byzantijnse teksttype. Kurt Aland plaatste de codex in Categorie V.

## Geschiedenis
De codex werd ontdekt in 1879 in Rossano in de catedra Santa Maria Achiropita door Oskar von Gebhardt en Adolf von Harnack.
Het handschrift bevindt zich in de Rossano Cathedra in Rossano.